# Waalse verkiezingen 2014/Kandidatenlijsten/PP
Dit zijn de kandidatenlijsten van de Parti Populaire voor de Waalse verkiezingen van 2014. De verkozenen staan vetgedrukt.

## Aarlen-Marche-en-Famenne-Bastenaken

### Effectieven
1. Béatrice Barbier
2. Frédéric Hochepied
3. Jean-François Thiry

### Opvolgers
1. Eric Wojcik
2. Christiane Petyt
3. Elvire De Pré
4. Francis Haas

## Bergen

### Effectieven
1. Ruddy Waselynck
2. Catherine Vanmeenen
3. Jean Libert
4. Thierry Heraut
5. Patricia Donfut

### Opvolgers
1. François Dewispelaere
2. Francesca Catania
3. Guy Dupont
4. Maryvonne Bostjancic
5. Martine Genart

## Charleroi

### Effectieven
1. Thibaut De Coster
2. Anne Catoir
3. Michaël Ocula
4. Florence Presello
5. Eric Meurant
6. Anne-Marie Cheruy
7. Dave Podolski
8. Chantal Gailly
9. Raymonde Modrikamen-Legroux

### Opvolgers
1. Steve Maloteau
2. Valérie Michaux
3. Sébastien Philippe
4. Anne Lambion
5. Dany Kindt
6. Virginie Defacqz
7. Ange Menchini
8. Nancy Loots
9. Aurélien Kairet

## Dinant-Philippeville

### Effectieven
1. Abel Gouverneur
2. Tabara De Groote
3. Bertrand Baurin
4. Jeanine Petit

### Opvolgers
1. Michel Delaunoy
2. Brigitte Hoyaux
3. Thierry Pozzi
4. Claudine Marchal

## Doornik-Aat-Moeskroen

### Effectieven
1. Tse-hsine Tchen
2. Anne-Dorothy de Jamblinne de Meux
3. Laurence Landrieu
4. Audrey Coppieters
5. Alain Paradis
6. Frédéric Rinchard
7. Bérengère Coton

### Opvolgers
1. Jean-François Vanlerberghe
2. Francine De Clercq
3. Theophiel De Bisschop
4. Francis Lefebvre
5. Viviane Maurage
6. Claudine Van Lier-Monk
7. Jean-Marc Mouriau de Meulenacker

## Hoei-Borgworm

### Effectieven
1. Mike Mombeek
2. Julie Buntinx
3. Michel Cordens
4. Fabienne Faticoni

### Opvolgers
1. Olivier Galet
2. Christiane Mols
3. Yve Debens
4. Virginie Darimont

## Luik

### Effectieven
1. André-Pierre Puget
2. Loraine Maucourant
3. Bernard Dervin
4. Béatrice Mairesse
5. Sébastian Rodriguez Bueno
6. Josiane Lebeau
7. Alain Christophe
8. Luce Geerinck
9. Hubert Vanbergen
10. Déborah Lachapelle
11. Ronald Emonts
12. Stéphanie Firquet
13. Théophile Lippold

### Opvolgers
1. Diba Lobognon
2. Ludovic Dassy
3. Karine Sohet
4. Luc Swegerynen
5. Marie Piette
6. René Quick
7. Maria Giuliana
8. Claude Grivegnée
9. Sandrine Dupont
10. Alain Grégoire
11. Martine Vanasch
12. Isabelle Biron
13. Alain Overmeire

## Namen

### Effectieven
1. Alain Capiaux
2. Caténa Giuele
3. Claude Gilles
4. Frédérika Gilles
5. Roland Debolle
6. Angélique Graide
7. Eddy Vanthuyne

### Opvolgers
1. Bertrand Rochette
2. Véronique Hody
3. Stéphane Gostner
4. Laurence Dejonge
5. Claude Ghenne
6. Aurore Gallinaro
7. Armelle Nevraumont

## Neufchâteau-Virton

### Effectieven
1. Dimitri Benali
2. Jennifer Loneux

### Opvolgers
1. André Detroz
2. Séverine Schlechter
3. Alain Swiderski
4. Mireille Bruon

## Nijvel

### Effectieven
1. Willem Toutenhoofd
2. Colette Cuignet
3. Yves Cuvelier
4. Barbara Pirlet
5. Philippe Denuit
6. Anne-Marie de Jamblinne de Meux-Coppée
7. Brigitte Gaudier
8. Claude Vanbrusselen

### Opvolgers
1. Didier Geerts
2. Marie-Thérèse Brams
3. Jean-François Saye
4. Carine Binard
5. Marc Delmay
6. Anny Smet
7. Micheline Marquis-Nollet
8. André Baine

## Thuin

### Effectieven
1. Gaëtan Blanquet
2. Lydia Arroy
3. Alain Brandts

### Opvolgers
1. Steve Stilman
2. Solange Murador
3. Linda Vandendaele
4. Jason Houssonlonge

## Verviers

### Effectieven
1. Bruno Berrendorf
2. Geneviève Jacobs
3. Raymond Potar
4. Dominique Boland
5. Michel Bruck
6. Marie-Christine Sadones

### Opvolgers
1. Vanessa Berrendorf
2. Charles Van Roy
3. Audrey Potar
4. Marc Gérombeau
5. Elisabeth L'Entrée
6. Raymond Mennicken

## Zinnik

### Effectieven
1. Laurent Huriaux
2. Nancy Lekime
3. Anne Dehu
4. Damien Hamaide

### Opvolgers
1. Robert Dehu
2. Aurélie Poulain
3. Sylvie Adam
4. Jean-Marie Delfosse